# Vasco da Gama (nau de 1841)
Nau Vasco da Gama foi uma nau de linha que serviu a Marinha Portuguesa, entre 1841 e 1876.
Foi a última nau ao serviço da Marinha Portuguesa.
O navio foi construído no Arsenal da Marinha, em Lisboa, sendo, oficialmente, classificada como "nau de 80 peças". Na carreira foi baptizada Cidade de Lisboa, mas foi rebatizada Vasco da Gama ainda antes de ser lançada à água.
Foi a segunda nau chamada Vasco da Gama na Marinha Portuguesa.